# Circuit de Zandvoort
Le circuit de Zandvoort (en néerlandais : Circuit Park Zandvoort) est un circuit automobile néerlandais tracé entre les dunes au sud du parc national Zuid-Kennemerland, dans la commune de Zandvoort (Hollande-Septentrionale), à une vingtaine de kilomètres à l'ouest d'Amsterdam. Il a régulièrement été le théâtre du Grand Prix des Pays-Bas de Formule 1, de 1952 à 1985, avant d'être rénové et de faire son retour dans le calendrier du championnat 2021.

## Histoire

### Premières années

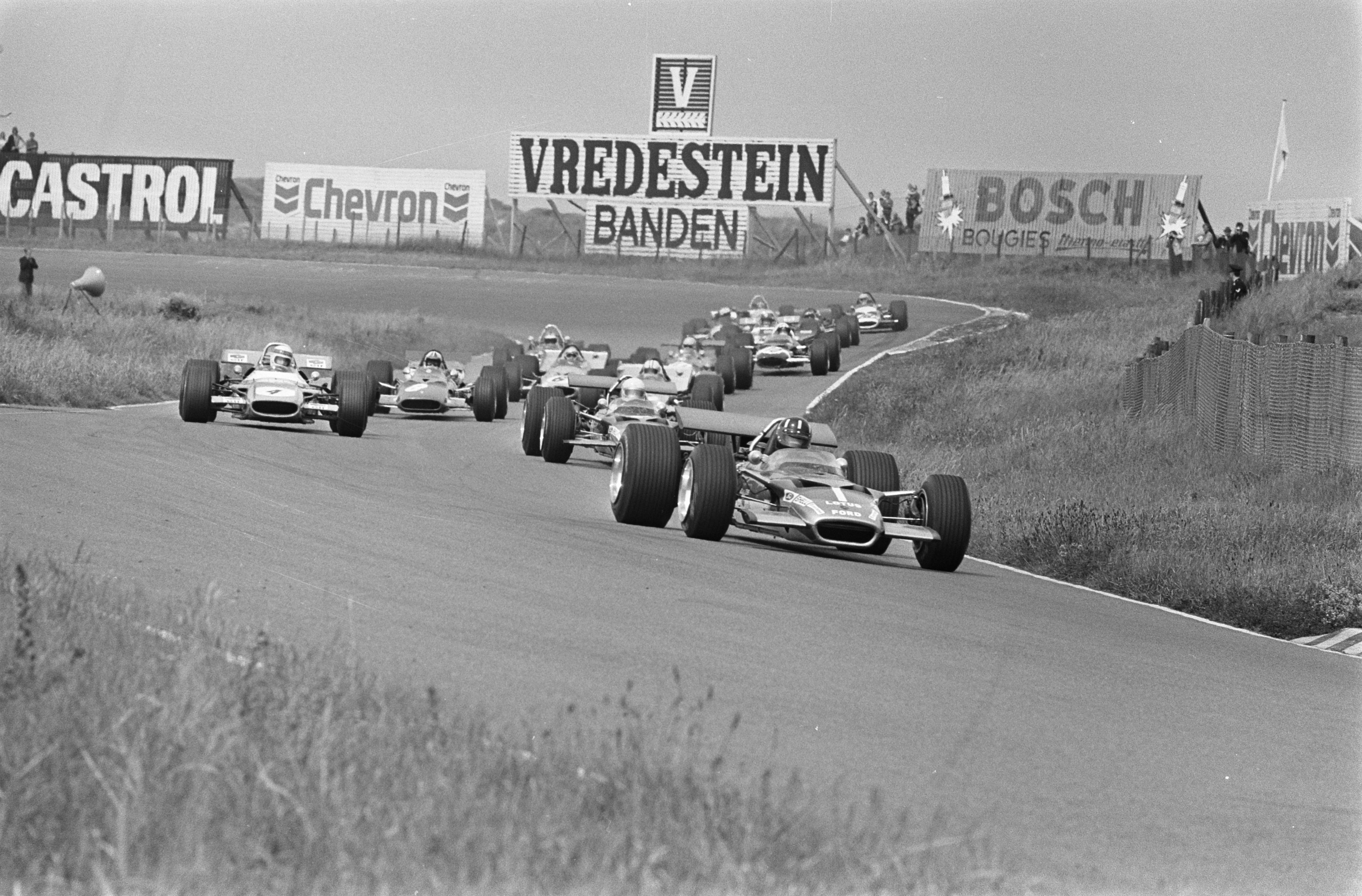
Le Grand Prix des Pays-Bas de 1969 à Zandvoort.

Bien qu'il y ait eu quelques courses à Zandvoort avant la Seconde Guerre mondiale, la première course sur le tracé urbain a lieu le 3 juin 1939. Le circuit permanent est établi après la guerre, principalement conçu par John Hugenholtz qui sera également au début des années 1960 auteur du réputé circuit de Suzuka. Tracé dans les dunes au bord de la mer du Nord, il utilise en grande partie des voies de communications construites par l'occupant allemand.
Le circuit est officiellement inauguré le 7 août 1948 à l'occasion du deuxième Grand Prix de Zandvoort, qui deviendra deux ans plus tard le Grand Prix automobile des Pays-Bas. D'une longueur originelle de 4,193 km, des travaux de sécurisation sont effectués en 1973 qui amènent la longueur du tracé à 4,226 km, puis en 1980 à une longueur de 4,252 km. Le virage le plus célèbre du circuit est le Tarzanbocht (« virage de Tarzan ») qui fournit d'excellentes occasions de dépassement. L'origine présumée de son nom viendrait d'un personnage local surnommé Tarzan, propriétaire d'un potager dans les dunes et qui voulait bien l'abandonner si les concepteurs du circuit nommaient le virage voisin de son nom. Le circuit est inclus dans le championnat du monde de Formule 1 en 1952.

### Temps récents

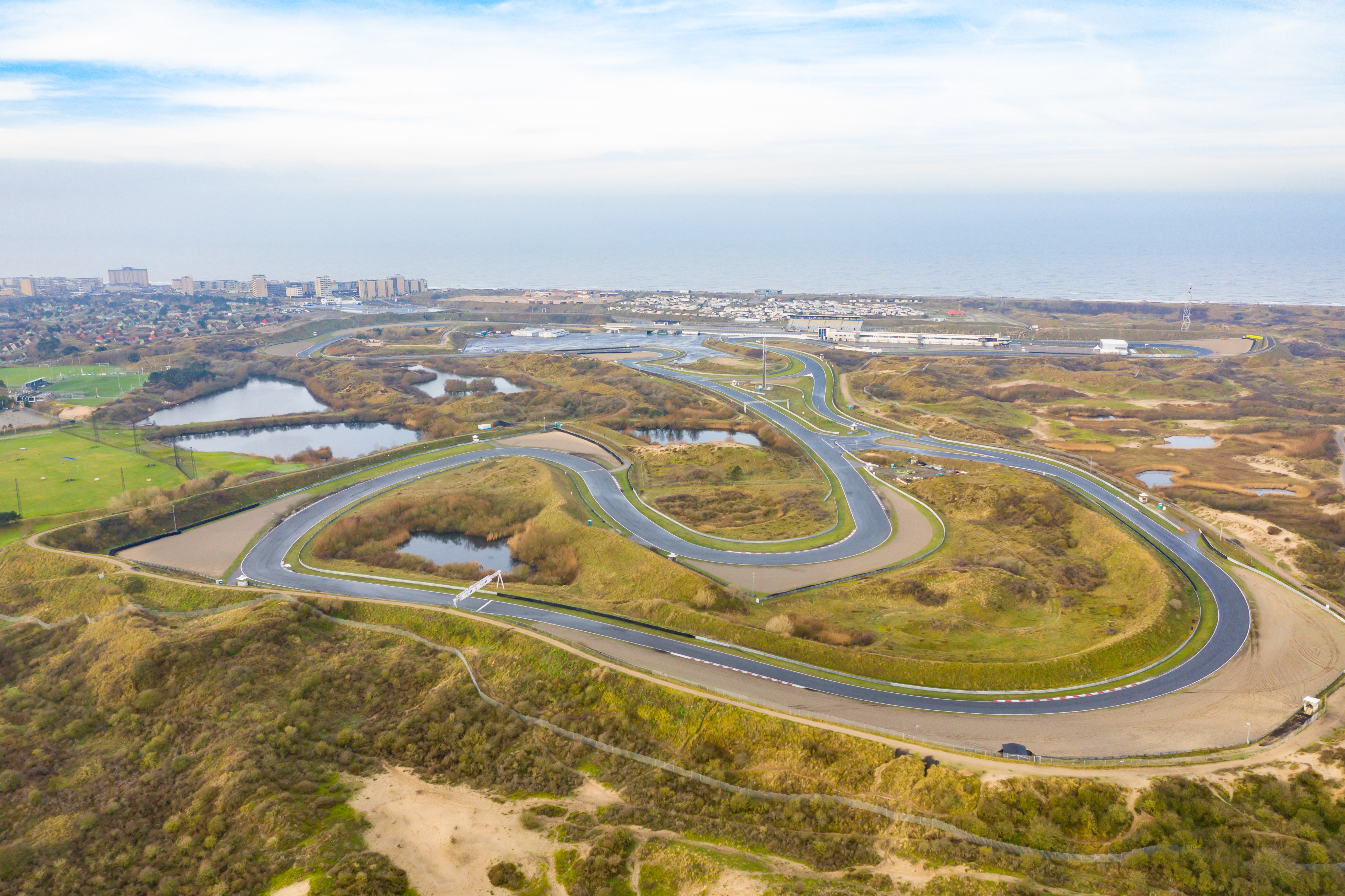
Le circuit Zandvoort en 2018.

Le circuit est abandonné par la Formule 1 en 1985 après trente Grands Prix. L'organisateur se retire des affaires, laissant le circuit en désuétude. Appartenant à la commune de Zandvoort, il n'est pas utilisé pendant un certain temps ; une partie du tracé est revendue à une société de parc de maisons mobiles, Vendorado, en 1987. Un plan de sauvegarde du circuit est réalisé et un nouveau tracé de 2,6 km est créé durant l'été de 1989 pour des courses de club.
En 1995, le circuit de Zandvoort obtient le soutien du gouvernement néerlandais et commence à établir les bases d'un circuit de Grand Prix international. Ce projet, fini en 2001, voit la réalisation d'un nouveau tracé de 4,180 kilomètres de long, de nouveaux stands, ainsi qu'une tribune le long de la ligne droite. Un des événements principaux tenu sur le circuit, avec le DTM, est le Masters de Formule 3 voyant concourir les meilleurs pilotes des différents championnats européens de Formule 3. Le A1 Grand Prix y a couru la première épreuve de son championnat en 2006, 2007 et 2008.

### Retour de la F1 en 2021
Le retour du Grand Prix des Pays-Bas au calendrier du championnat du monde de Formule 1 à compter de la saison 2020 et après 35 ans d'absence est annoncé le 14 mai 2019. Il sera couru sur le circuit de Zandvoort. Pour cette occasion, la piste est rénovée et modifiée à plusieurs endroits, avec notamment deux bankings (virages relevés) dont le dernier virage avant la ligne des stands (anciennement virage « Bosuit »), relevé à 18°, qui prend le nom du pilote néerlandais Arie Luyendyk, double vainqueur des 500 miles d'Indianapolis. Cependant, l'édition 2020 est annulée le 28 mai, en raison de la pandémie de maladie à coronavirus et du fait que les organisateurs ne souhaitent pas organiser un week-end de course sans spectateurs,. Il est finalement le théâtre de la treizième manche du championnat 2021 devant un nombreux public entièrement acquis à la cause du héros local Max Verstappen.

### Évolution du tracé

Tracé utilisés en Formule 1
Tracé de 1948 à 1971, 4 193 mètres.
Tracé de 1973 à 1979, 4 226 mètres.
Tracé de 1980 à 1985, 4 252 mètres.
Tracé de 1999 à 2019, 4 307 mètres.
Tracé depuis 2020, 4 259 mètres.

## Mémoire
Dans l'histoire du circuit, plusieurs accidents mortels interviennent, notamment celui de Piers Courage pendant le Grand Prix des Pays-Bas 1970 et de Roger Williamson pendant le Grand Prix des Pays-Bas 1973.

## Palmarès en Formule 1

La ligne des stands photographiée en 2006.

| Année | Pilote                        | Écurie                        | Date        | Résultats |
| ----- | ----------------------------- | ----------------------------- | ----------- | --------- |
| 1952  | Alberto Ascari                | Ferrari                       | 17 août     | Résultats |
| 1953  | Alberto Ascari                | Ferrari                       | 7 juin      | Résultats |
| 1955  | Juan Manuel Fangio            | Mercedes                      | 19 juin     | Résultats |
| 1958  | Stirling Moss                 | Vanwall                       | 26 mai      | Résultats |
| 1959  | Joakim Bonnier                | BRM                           | 31 mai      | Résultats |
| 1960  | Jack Brabham                  | Cooper Car Company-Climax     | 6 juin      | Résultats |
| 1961  | Wolfgang von Trips            | Ferrari                       | 22 mai      | Résultats |
| 1962  | Graham Hill                   | BRM                           | 20 mai      | Résultats |
| 1963  | Jim Clark                     | Lotus-Climax                  | 23 mai      | Résultats |
| 1964  | Jim Clark                     | Lotus-Climax                  | 24 mai      | Résultats |
| 1965  | Jim Clark                     | Lotus-Climax                  | 18 juillet  | Résultats |
| 1966  | Jack Brabham                  | Brabham-Repco                 | 24 juillet  | Résultats |
| 1967  | Jim Clark                     | Lotus-Ford                    | 4 juin      | Résultats |
| 1968  | Jackie Stewart                | Matra-Ford                    | 23 juin     | Résultats |
| 1969  | Jackie Stewart                | Matra-Ford                    | 21 juin     | Résultats |
| 1970  | Jochen Rindt                  | Lotus-Ford                    | 21 juin     | Résultats |
| 1971  | Jacky Ickx                    | Ferrari                       | 20 juin     | Résultats |
| 1973  | Jackie Stewart                | Tyrrell-Ford                  | 29 juillet  | Résultats |
| 1974  | Niki Lauda                    | Ferrari                       | 23 juillet  | Résultats |
| 1975  | James Hunt                    | Hesketh-Ford                  | 22 juillet  | Résultats |
| 1976  | James Hunt                    | McLaren-Ford                  | 29 août     | Résultats |
| 1977  | Niki Lauda                    | Ferrari                       | 28 août     | Résultats |
| 1978  | Mario Andretti                | Lotus-Ford                    | 27 août     | Résultats |
| 1979  | Alan Jones                    | Williams-Ford                 | 26 août     | Résultats |
| 1980  | Nelson Piquet                 | Brabham-Ford                  | 31 août     | Résultats |
| 1981  | Alain Prost                   | Renault                       | 30 août     | Résultats |
| 1982  | Didier Pironi                 | Ferrari                       | 3 juillet   | Résultats |
| 1983  | René Arnoux                   | Ferrari                       | 28 août     | Résultats |
| 1984  | Alain Prost                   | McLaren-TAG                   | 26 août     | Résultats |
| 1985  | Niki Lauda                    | McLaren-TAG                   | 25 août     | Résultats |
| 2020  | Annulé pour cause de Covid-19 | Annulé pour cause de Covid-19 | 3 mai       | Résultats |
| 2021  | Max Verstappen                | Red Bull-Honda                | 5 septembre | Résultats |
| 2022  | Max Verstappen                | Red Bull                      | 4 septembre | Résultats |
| 2023  | Max Verstappen                | Red Bull-Honda RBPT           | 27 août     | Résultats |

## Meilleurs temps
| Année     | Longueur | Pilote            | Écurie      | Meilleur tour en course |
| --------- | -------- | ----------------- | ----------- | ----------------------- |
| 1952-1971 | 4,193 km | Jacky Ickx        | Ferrari     | 1 min 19 s 230 (1970)   |
| 1973-1979 | 4,226 km | Gilles Villeneuve | Ferrari     | 1 min 19 s 438 (1979)   |
| 1980-1985 | 4,252 km | Alain Prost       | McLaren-TAG | 1 min 16 s 538 (1985)   |
| 2021      | 4,259 km | Lewis Hamilton    | Mercedes    | 1 min 11 s 097 (2021)   |

## Jeux vidéo
Le circuit est disponible dans le jeu 3D Grand Prix sorti en 1984, ainsi que plus récemment dans Assetto Corsa et iRacing.
Le circuit est jouable sur le jeu officiel F1 2020.